# Gymnostoma
Gymnostoma, biljni rod iz porodice presličnjakovki kojemu pripada 14 vrsta drveća i grmlja od kojih su mnoge vrste endemi po otocima zapadnog Pacifika i Malezije. U Australiji i na Fidžiju raste po jedna endemska vrsta.
Rod je 1980 opisao L.A.S. Johnson

## Vrste
1. Gymnostoma australianum, australski endem
2. Gymnostoma chamaecyparis,  Novokaledonski endem
3. Gymnostoma deplancheanum,  Novokaledonski endem
4. Gymnostoma glaucescens,  Novokaledonski endem
5. Gymnostoma intermedium,  Novokaledonski endem
6. Gymnostoma leucodon,  Novokaledonski endem
7. Gymnostoma nobile, Borneo, Filipini
8. Gymnostoma nodiflorum,  Novokaledonski endem
9. Gymnostoma papuanum, Nova Gvineja, Solomonski otoci
10. Gymnostoma poissonianum,  Novokaledonski endem
11. Gymnostoma rumphianum, Celebes (Sulawesi), Moluci, Ambon (Indonezija), Filipini, Bizmarkov arhipelag
12. Gymnostoma sumatranum, Sumatra, Java, Borneo, Burma, Celebes, Nova Gvineja, Filipini
13. Gymnostoma vitiense Fidžijski endem
14. Gymnostoma webbianum,  Novokaledonski endem